# Maia Barmettler
Maia Barmettler (* 26. September 1981 in Wolfenschiessen) ist eine ehemalige Schweizer Skirennfahrerin. Ihr grösster Erfolg war der Vizeweltmeistertitel im Slalom bei den Juniorenweltmeisterschaften 2001.

## Biografie
Barmettler fuhr ihre ersten FIS-Rennen im Dezember 1996. Der erste Start im Europacup folgte im Februar 1997, dort kam sie aber in den ersten Jahren nur selten zum Einsatz. Der erste Sieg in einem FIS-Rennen gelang ihr im Dezember 1999. Im Jahr 2000 wurde Barmettler Schweizer Jugendmeisterin im Slalom und nahm an den Juniorenweltmeisterschaften in der kanadischen Provinz Québec teil. Als beste Resultate erreichte sie Rang 15 im Slalom und Rang 17 im Riesenslalom.
Ab Januar 2001 startete Barmettler regelmässig im Europacup. Den grössten Erfolg ihrer Karriere feierte die damals 19-Jährige bei den Juniorenweltmeisterschaften 2001 in Verbier. Hinter der Österreicherin Christine Sponring wurde sie Vizeweltmeisterin im Slalom; im Riesenslalom belegte sie Platz acht. Nachdem sie im Europacup bisher mit vielen Ausfällen zu kämpfen hatte, gelang ihr zu Saisonende im Slalom von Piancavallo mit Rang sechs ihr erstes Top-Ten-Ergebnis.
Zu Beginn der Saison 2001/02 kam sie im Slalom von Levi ebenfalls auf den sechsten Platz. Im Saisonverlauf folgten weitere vier Top-Ten-Resultate, darunter auch ihr einziger Podestplatz: Am 2. Februar 2002 erreichte sie im Slalom von Lenggries zeitgleich mit der Deutschen Maria Riesch den zweiten Rang. In dieser Saison nahm die Schweizerin auch an vier Slalomrennen im Weltcup teil, erreichte aber nie den zweiten Durchgang.
In der Saison 2002/03 verschlechterten sich ihre Ergebnisse. Der elfte Platz beim Saisonauftakt in Åre blieb ihr bestes Resultat, ab Mitte Januar musste sie viele Ausfälle hinnehmen und erreichte in keinem Rennen mehr das Ziel. Daraufhin wurde sie nach Saisonende ins C-Kader zurückgestuft und musste im Winter 2003/04 wieder vermehrt bei FIS-Rennen starten. Doch auch in dieser Saison kam sie nur bei wenigen Rennen ins Ziel und schliesslich beendete Barmettler Ende Februar 2004 ihre aktive Karriere.

## Erfolge

### Juniorenweltmeisterschaften
- Québec 2000: 15. Slalom, 17. Riesenslalom, 29. Super-G, 33. Abfahrt
- Verbier 2001: 2. Slalom, 8. Riesenslalom

### Europacup
- Saison 2001/02: 9. Slalomwertung
- Ein Podestplatz, weitere fünfmal unter den besten zehn

### Weitere Erfolge
- Schweizer Juniorenmeisterin im Slalom 2000
- 3 Siege in FIS-Slaloms